# Немецкий институт по стандартизации
Немецкий институт по стандартизации (нем. Deutsches Institut für Normung e.V. сокр. DIN) — национальная организация Германии по разработке стандартов. Членами DIN являются различные предприятия, союзы, государственные организации, торговые фирмы и научные институты, которые накопили значительный опыт в разработках нормативных документов.

## История
DIN был основан 22 декабря 1917 и получил первоначальное название Normenausschuss der deutschen Industrie (NADI, нем. Комитет по стандартизации немецкой промышленности).
В 1926 году NADI был переименован в Deutscher Normenausschuss (DNA, нем. Немецкий комитет по стандартизации), чтобы подчеркнуть значимость процедур стандартизации не только в промышленности, но во всех областях.
В 1946 году в советской зоне оккупации образовано Немецкое бюро стандартизации, первоначально связанное с DNA. Бюро выпускало государственные стандарты ГДР (TGL, die Technischen Normen, Gütevorschriften und Lieferbedingungen), многие из которых фактически дублировали стандарты DNA. Например, стандарт TGL 0-933 соответствовал стандарту DIN 933.
С 1951 года DNA — член ISO (Международная организация по стандартизации).
В 1975 году DNA переименовывается в конечное Deutsches Institut für Normung (сокр. DIN). В этом же году DIN подписывает соглашение с правительством ФРГ, по которому DIN становится национальной организацией по стандартизации, представляющей интересы Западной Германии на международной арене.

## Деятельность
Главной задачей DIN является разработка нормативно-технической документации (стандарты, технические условия, правила и т. п.). Для этой цели DIN организовывает работу 26 тыс. экспертов из различных областей науки и техники. Его членами являются предприятия, союзы, государственные организации, торговые фирмы и научные институты. Согласно договору, заключенному между DIN и правительством ФРГ, DIN является ведущей немецкой национальной организацией по стандартизации и представляет интересы Германии в этой области на международном уровне. Интенсивная работа немецких экспертов в сфере международной стандартизации и нормирования сделала DIN одним из общепризнанных мировых лидеров по разработке стандартов и других нормативных документов. Всего в DIN входят 74 нормативных комитета, занимающихся разработкой стандартов и другой документации.

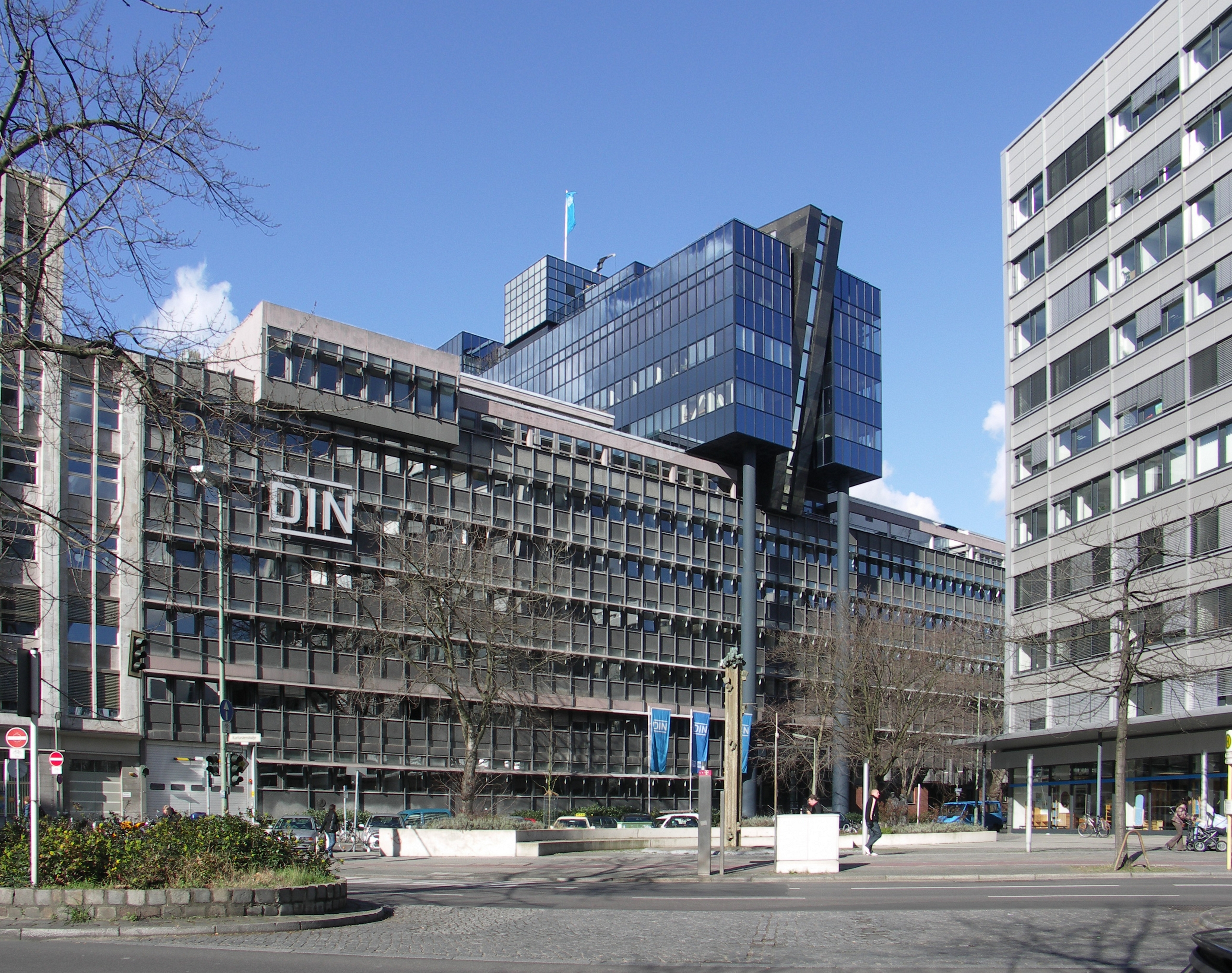
Штаб-квартира в Берлине

DIN является членом таких международных организаций, как ISO (Международная организация по стандартизации), CEN (Европейский комитет по стандартизации), IEC (Международная электротехническая комиссия) и др. В CENELEC (Европейский комитет по электротехническим стандартам) Германия представлена Немецкой комиссией по электротехнике и электронике (DKE), входящей в состав DIN.
По данным на 2016 год насчитывается около тридцати тысяч стандартов DIN, из них более шестнадцати тысяч изданы на английском языке.
Головной офис DIN находится в Берлине.

## Процесс разработки стандартов DIN
Любая организация может сделать заказ на разработку стандарта. В процессе работы над новым стандартом задействованы как производственный, так и потребительский секторы, торговые организации, научные институты, государственные органы, а также контролирующие институты. Все эти структуры направляют своих экспертов в многочисленные технические комитеты DIN, которые в свою очередь образуют более 70 нормативных комитетов, разделённых по отраслям. Сотрудники DIN координируют процесс разработки и осуществляют руководство проектом.
В процессе разработки стандарта эксперты ставят перед собой целью достижение единой точки зрения по всем позициям, принимая при этом во внимание технические и экономические требования. Затем разработанный проект стандарта предоставляется для открытого обсуждения. И только после окончательного обсуждения и согласования по всем позициям стандарт может быть утверждён и опубликован.
Ввиду стремительного развития современной техники и технологии процесс разработки стандартов также требует постоянной модернизации. В определённых областях, таких как информационные технологии, полностью согласованные стандарты требуются далеко не всегда. В данной сфере решение тех или иных проблем вырабатывается зачастую ограниченным кругом заинтересованных компаний. В связи с этим DIN начал заниматься разработкой не только документации, имеющей статус стандарта, но и других документов — так называемых общедоступных спецификаций. Данный вид деятельности практикуется и на международном уровне.

## Стандарты DIN
Акроним DIN (часто неправильно расшифровывается как Deutsche Industrienorm) служит для обозначения немецких стандартов. В связи с выходом процесса разработки нормативной документации на международный уровень стали появляться стандарты с обозначением DIN EN, DIN EN ISO и т. д.:
- DIN — стандарт, имеющий национальное значение или являющийся предварительным для разработки международного документа. E DIN — это черновой стандарт, DIN V — предварительный стандарт.
- DIN EN  — немецкое издание европейского стандарта, которое без каких-либо изменений принимается всеми членами Европейского комитета по стандартизации (CEN) и Европейского электротехнического комитета по стандартизации (CENELEC).
- DIN EN ISO — стандарты, совместно разработанные и изданные ISO и Европейской комиссией по стандартизации (CEN)
- DIN ISO — стандарт ISO, принятый как национальный без каких-либо изменений.
- DIN IEC — стандарт Европейской комиссии по электротехнике (IEC), принятый в Германии как национальный без каких-либо изменений.

Каждому стандарту DIN присваивается уникальный номер и наименование. Пример: DIN 929 «Sechskant-Schweißmuttern»